# アサシン クリード ローグ
『アサシン クリード ローグ』（英: Assassin's Creed Rogue）は、ユービーアイソフトより北米において2014年11月11日、日本において2014年12月11日に発売されたユービーアイソフト開発のステルスゲーム。アサシン クリードシリーズ7作目の作品。『アサクリ ローグ』とも。
2018年3月22日、『アサシン クリード ローグ リマスター』がPlayStation 4、Xbox One向けに発売された。また、2019年12月6日に、本作と『アサシン クリード IV ブラック フラッグ』をセットにした『アサシン クリード リベルコレクション』としてNintendo Switchでも発売されている。

## 概要
舞台となる時代は2013年に発売された『アサシン クリード IV ブラック フラッグ』よりも後で、2012年に発売された『アサシン クリード III』の前日譚となっている。また、北米では同日に発売された『アサシン クリード ユニティ』へのプロローグとなるミッションも含まれており、『III』でアキレスの足が悪い理由や北米のアサシン教団が衰退していた理由も明らかとなる。
ストーリーは七年戦争中の18世紀中頃に設定され、アサシン教団からテンプル騎士団へ寝返ったシェイ・パトリック・コーマックが主人公となる。また、『III』・『IV』と続いたケンウェイサーガの最終章となり、アキレスやアドウェール、ヘイザム・ケンウェイなど2作品から多くの人物が再登場する。ゲームプレイは船中心の海洋探検と三人称視点での陸地探検の混合で『アサシン クリード IV ブラック フラッグ』のものに大変近くなっているが、いくつかの新機能が追加されている。

## ストーリー
1750年代の北アメリカ大陸。若きアサシン、シェイ・パトリック・コーマックはアサシン教団の一員としてアメリカ植民地で自由の為に戦いながら、先駆者の遺跡の情報を集めていた。だが、テンプル騎士団との戦いにおいて、大義のために弱者を仕留めねばならないことに疑問を抱いていた。ある時、先駆者の遺産「エデンのかけら」が保管されている遺跡がリスボンにあることが判明し、シェイは回収の任務に当たる。
しかし、シェイが「かけら」に触れたことで破滅的な災害が引き起こされてしまう。その危険性を目の当たりにしたシェイは、これ以上「かけら」に干渉すべきでないと主張するが、アサシン教団の仲間達からは一蹴される。教団による新たな「かけら」の捜索を阻止すべく強硬手段に出たシェイは裏切り者として追われ、銃弾を受けて大西洋に沈んだ。
だが、シェイはかろうじて死の淵から生還した。アサシン教団の目的を阻止するため、テンプル騎士団と手を組んだシェイは、裏切り者の「アサシンハンター」としてかつての兄弟達に刃を向ける。

## 登場人物

### 主人公
シェイ・パトリック・コーマック（Shay Patrick Cormack）
声 - 佐藤拓也
元アサシンにしてアメリカ植民地におけるテンプル騎士団のアサシンハンター。『III』で北米支部のアサシン教団が衰退していた理由は彼に滅ぼされた為である。アサシン時代はその実力には教団支部長のアキレスからも一目置かれていたが無礼でやや高慢な性格。口癖は「運は自分で掴むものだ(I make my own luck.)」。
先駆者の遺跡に干渉したためリスボンで多数の死者を出したことに責任を感じており、手稿を教団から盗み破棄しようとするが、背後からシュヴァリエに撃たれ手稿もろとも海へ転落する。その後、フィネガン夫妻のもとで治療を受け、療養していた最中、フィネガン邸に押し入ったギャングを撃退。その仲間も始末したところをモンロー大佐に出会いその行動を評価される。その後、彼がテンプル騎士であることを知る。彼の理念と大義に賛同し、騎士団の協力者として日々を過ごしていたが、モンロー殉職を機にアサシン教団と対決することを決意し、テンプル騎士団の支部長ヘイザムと対面。正式に騎士団へ加入する。遺跡の探索を阻止するため、かつての仲間ケセゴワーセやホープ、シュヴァリエらを手にかけ、北極の遺跡で再びアキレスとリアムに再会する。崩壊する遺跡から脱出するリアムを追うが、滝から転落しリアムは息絶える。船に戻るとアキレスを追いつめたヘイザムがいたが、遺跡の真実をアキレスに広めさせるため、ヘイザムに彼の抹殺だけは留めさせた。ヘイザムから高い信頼を得て「先駆者の箱」の捜索を頼まれたシェイは、20年後のフランスに姿を現し、ある人物から箱を奪取するためヴェルサイユ宮殿に潜入する。

### アサシン教団
アキレス・ダベンポート（Achilles Davenport）
声 - 辻親八
アサシン教団の導師。『III』でも登場している。シェイが離反するきっかけとなる先駆者の遺跡探索任務を与えることとなる。シェイの警告に耳を貸さず先駆者の遺跡探索を続け、大西洋における北極で遺跡を発見するが直前でヘイザムとシェイに阻止される。その後ヘイザムと一騎打ちとなるが敗れ、二度と騎士団に干渉しないことを約束に命を奪わず、足に再起不能の重傷を負う。その後、ヘイザムの警告通り騎士団に干渉することなく『アサシン クリード III』でコナーが訪れるまで隠居生活を送る。
リアム・オブライエン（Liam O'Brien）
声 - 藤真秀
教団に属するアサシン。シェイをアサシンの道に引き入れる手引をした。シェイの離反後もアサシンとして活動を続け、アキレスと共に北極へ向かう。遺跡を発見するがヘイザムらに阻止され、シェイと一騎打ちとなるがシェイ共々崖から転落し死亡。
ホープ・ジェンセン（Hope Jensen）
声 - たなか久美
教団に属するアサシン。シェイに暗殺の訓練を施す。終盤アキレス達を遺跡へ向かわせる為、シェイを陽動するが暗殺された。
ケセゴワーセ（Kesegowaase）
声 -
教団に属するアサシン。シェイに自然界での戦いの訓練を施す。モンローが持つ手稿を狙って襲撃するが救援に駆けつけたシェイの手により死亡。
ルイ-ジョセフ・ゴルティエ、シュヴァリエ・デ・ラ・ヴェランドリー（Louis-Joseph Gaultier, Chevalier de la Vérendrye）
声 -
教団に属するアサシン。「ル・ジェルフォー号」の船長。シェイと気が合わず、しばしば対立する。遺跡探索に向かったアキレスの元へ急ぐシェイの前に立ち塞がり、海戦となるが乗り込んできたシェイの手に落ち、北極の海へ落とされる。
ル・シャスール（Le Chasseur）
声 -
教団に属するアサシン。密偵としてイギリス海軍とフランス海軍の情報を教団に提供する。シェイの離反後、大西洋の砦でシェイと再び再会し決闘するが返り討ちに遭い死亡。
アドウェール（Adewale）
声 - 小松史法
教団に属するアサシン。『IV』ではヘイザムの父エドワード・ケンウェイの副官として登場した。『IV』のDLC『自由の叫び』の主人公。本作ではかなりの老体となっているが、アサシンとしての実力は衰えていない。序盤で先駆者の遺跡を発見するも地震が起きた事をアキレスに警告する。その後はアサシンとしてフランス軍の支援に回るが、テンプル騎士となり英国海軍側についたシェイと海戦を繰り広げるも座礁、最後の抵抗を見せるもシェイによって暗殺された。

### テンプル騎士団
ヘイザム・ケンウェイ（Haytham Kenway）
声 - 堀内賢雄
『IV』の主人公エドワードの息子であり、『III』の主人公コナーの父。『III』では序盤の主人公として登場している。アサシンの子として育ったが策略でテンプル騎士となった。北米支部長としてシェイの儀式に参加する。モンロー大佐からシェイの評判を聞いており、彼もシェイの実力と忠誠心を高く評価し、普段人を褒めないヘイザムだがシェイに「先駆者の箱」捜索を任せた。北極でアキレスと対決し彼を殺そうとするが、シェイに説得され足を撃ち抜くだけに留めた。『III』でアキレスの足が悪いのはこの為である。
クリストファー・ギスト（Christopher Gist）
声 - 江原正士
テンプル騎士団の一人で、無類の酒好き。絞首刑に遭っていたところをシェイに救出され、その後は恩義からモリガン号の航海士として活躍する。北極でヘイザムの指示で一時的にシェイと別れ、残りのアサシンの掃討を開始する。また、史実ではその後はジョージ・ワシントンの側近として活躍し続けた。
ジョージ・モンロー（George Monro）
声 -
テンプル騎士団の一人で英国軍大佐。海を漂流していたシェイを救出し、フィネガン夫妻に治療を頼んだ。アサシンであるシェイに無秩序の恐怖をニューヨークで知らしめ、彼が平和の為に始末したギャングがアサシン教団であることを教え、自身がテンプル騎士であることも自ら告白する。数か月後、手稿の強奪の為に襲撃してきたアサシンと対決していたところにシェイの援護もあり退ける。シェイからモリガン号まで手稿を託されるが、ウィリアム・ヘンリー砦から脱出する道中にリアムに手稿を奪われ、致命傷を負う。マスター・コーマックではなく最期に初めて「シェイ」と呼び、彼に看取られながら息を引き取る。
ジャック・ウィークス（Jack Weeks）
声 -
テンプル騎士団の一人。序盤のローレンス・ワシントン暗殺時に登場しており、彼の弟ジョージを騎士団に干渉させないことを約束した。ホープ暗殺ではシェイとギャングに変装してアサシンの毒ガスを破壊した。本編終了後はギストと共に残りのアサシンの掃討を支援した。
ローレンス・ワシントン（Lawrence Washington）
声 -
テンプル騎士団の一人。実業家であり、ジョージ・ワシントンの兄。アサシンであったシェイに暗殺された。すでに病気で死を目前に控えていたローレンスの暗殺任務を課されたことで、シェイはアサシン教団の姿勢に疑念を抱き始める。
サミュエル・スミス（Samuel Smith）
声 -
テンプル騎士団の一人。「先駆者の箱」を持つ。
ジェームズ・ワードロップ（James Wardrop）
声 -
テンプル騎士団の一人。手稿を持つ。
ウィリアム・ジョンソン（William Johnson）
声 -
テンプル騎士団の一人で英国の商人。『III』でも登場している。フランクリンの演説に姿を現す。
チャールズ・リー（Charles Lee）
声 - 森田順平
テンプル騎士団の一人で英国軍人でヘイザムの側近。『III』にも登場。シェイの儀式に参加した。

### その他
ベンジャミン・フランクリン（Benjamin Franklin）
声 -
政治家、発明家。『III』にも登場。アルバニーで演説を行い、植民地の団結を説く。避雷針とライデン瓶を使い、電気の力で「先駆者の箱」を作動させようとする。
ジェームズ・クック（James Cook）
声 -
イギリス海軍の軍人。軍艦「ペンブローク」に乗ってルイブールの戦いに臨む。
オナタ（Onatah）
声 -
オナイダ族の老人。フランス軍に拘束されていたが、シェイに救出される。

### 現代
主人公
アブスターゴ・エンターテインメント社の社員。アニムスによってシェイの人生を追体験する。
ユハニ・オッツォ・ベルグ（Juhani Otso Berg）
テンプル騎士団の一人。表向きはアブスターゴ・インダストリーズ社から子会社のアブスターゴ・エンターテインメント社に派遣されたコンサルタントだが、正体は騎士団の上級騎士。対アサシンの作戦を行う「シグマチーム」のリーダーを務め、『III』ではデズモンドの父ウィリアム・マイルズを拘束した。
793年にリンディスファーン島を襲撃したヴァイキングの子孫であり、その襲撃をアニムスで追体験したことがある。
ヴァイオレット・ダ・コスタ（Violet da Costa）
テンプル騎士団の一人。ベルグと共に「シグマチーム」に参加していた。ハッキングを受けたアブスターゴのサーバーを復旧させるため、主人公に協力を要請する。
メラニー・ルメイ（Melanie Lemay）
テンプル騎士団の一人。アブスターゴ・エンターテインメント社のCCO(Chief Creative Officer)。
『IV』に登場した前任のCCOオリヴィエ・ガノーは、ルメイ曰く「真実を知った」ため行方不明になったというが、シカゴの株主総会へ向かう道中に『ウォッチドッグス』の主人公エイデン・ピアースによって襲撃された為である。(該当の襲撃は作中で不殺ミッションであり、ⅣのED後の探索でも無事だった事が察せられる。)

## 舞台
ニューヨーク
- マンハッタン島 - アサシンに協力するギャングが支配する。シェイが拠点を構える地として登場。

リバーヴァレー
- オールバニ（作中での表記は「アルバニー」）
- マウントバーノン
- スリーピー・ホロウ
- ウィリアム・ヘンリー砦 - 1757年の「ウィリアム・ヘンリー砦の戦い」の舞台として登場。

北大西洋
- セントローレンス湾
- アンティコスティ島
- ニューファンドランド島 - セントジョンズ（作中での表記は「セント・ジョーンズ」）
- プリンスエドワード島
- ケープ・ブレトン島
- ノバスコシア半島 - ハリファックス

ポルトガル
- リスボン - 先駆者の遺跡の所在地として登場。作中では1755年のリスボン地震の原因となった出来事が描かれる。

フランス
- パリ
- ヴェルサイユ宮殿